# Tablice rejestracyjne w Chorwacji
Chorwackie tablice rejestracyjne – tablice rejestracyjne wydawane dla pojazdów zarejestrowanych na terenie Republiki Chorwacji przez osoby fizyczne, będące i niebędące obywatelami Republiki Chorwacji, osoby prawne, służby państwowe i przedstawicielstwa dyplomatyczne.
Zasady wydawania tablic rejestracyjnych w Chorwacji wyznacza Rozporządzenie Ministerstwa Spraw Wewnętrznych o rejestracji i oznaczaniu pojazdów.

## Zasady ogólne
Tablice rejestracyjne w Chorwacji są wykonane z metalu powleczonego folią odblaskową (z wyjątkiem tablic próbnych, które są wykonane z odblaskowego laminatu). Stosowane są 4 standardowe rozmiary tablic:
- samochodowa jednorzędowa (wymiary 520 mm x 110 mm) – stosowana dla większości pojazdów, w tym dla samochodów i przyczep samochodowych;
- samochodowa dwurzędowa (wymiary 280 mm x 200 mm) – stosowana dla pojazdów, których konstrukcja uniemożliwia montaż tablicy jednorzędowej, oraz dla ciągników i maszyn ciężkich;
- motocyklowa (wymiary 200 mm x 200 mm) – stosowana dla motocykli i quadów;
- motorowerowa (wymiary 100 mm x 150 mm) – stosowana dla motorowerów i quadów lekkich.

Tablice motocyklowe i motorowerowe składają się z trzech rzędów znaków.
Wszystkie wzory tablic (poza dyplomatycznymi i próbnymi) posiadają wzdłuż poziomych krawędzi 2 paski w kolorach: czerwonym, białym i niebieskim, odwzorowujących barwy narodowe, oraz herb Chorwacji umieszczony pomiędzy wyróżnikiem miejsca i wyróżnikiem pojazdu. Od 2016 roku przepisy przewidują umieszczenie po lewej stronie tablicy jednorzędowej lub w lewym górnym rogu tablicy wielorzędowej eurobandu.

## Tablice rejestracyjne zwykłe
Tablice rejestracyjne dla pojazdów użytkowanych przez osoby fizyczne będące obywatelami Chorwacji są barwy białej z czarnymi znakami i zawierają:
- dwie litery alfabetu chorwackiego oznaczające wyróżnik miejsca;
- trzy lub cztery cyfry w zakresie od 0 do 9;
- myślnik;
- jedną lub dwie litery alfabetu łacińskiego z wyłączeniem W, X i Y[3].

W przypadku tablic samochodowych dwurzędowych pierwszy rząd zawiera wyłącznie wyróżnik miejsca i herb Chorwacji. Dotyczy to także tablic indywidualnych.
W przypadku tablic motocyklowych i motorowerowych każdą grupę znaków umieszcza się w osobnym wierszu i nie stosuje się myślnika.

### Wyróżniki miejsca
| Kod | Region        | Kod | Region         |
| --- | ------------- | --- | -------------- |
| BJ  | Bjelovar      | OG  | Ogulin         |
| BM  | Beli Manastir | OS  | Osijek         |
| ČK  | Čakovec       | PU  | Pula           |
| DA  | Daruvar       | PŽ  | Požega         |
| DE  | Delnice       | RI  | Rijeka         |
| DJ  | Đakovo        | SB  | Slavonski Brod |
| DU  | Dubrovnik     | SK  | Sisak          |
| GS  | Gospić        | SL  | Slatina        |
| IM  | Imotski       | ST  | Split          |
| KA  | Karlovac      | ŠI  | Šibenik        |
| KC  | Koprivnica    | VK  | Vinkovci       |
| KR  | Krapina       | VT  | Virovitica     |
| KT  | Kutina        | VU  | Vukovar        |
| KŽ  | Križevci      | VŽ  | Varaždin       |
| MA  | Makarska      | ZD  | Zadar          |
| NA  | Našice        | ZG  | Zagreb         |
| NG  | Nova Gradiška | ŽU  | Županja        |

## Tablice rejestracyjne specjalne

### Tablice rejestracyjne indywidualne
Wydawane są na imienny wniosek użytkownika. Są to tablice barwy białej z czarnymi znakami, zawierające:
- dwie litery alfabetu chorwackiego oznaczające wyróżnik miejsca;
- trzy do siedmiu znaków mogących być literami alfabetu łacińskiego (W, X i Y są dozwolone) lub cyframi. W przypadku zastosowania cyfr, muszą się one znaleźć na końcu wyróżnika indywidualnego, a na tablicy samochodowej muszą być oddzielone myślnikiem, który liczy się jako znak.

### Tablice rejestracyjne dla pojazdów ponadnormatywnych
Jeżeli wymiary pojazdu nie spełniają norm w zakresie jego długości, szerokości lub wysokości albo jego masa jest większa od zalecanej dla danego typu pojazdu, stosuje się tablice rejestracyjne barwy białej z czerwonymi znakami, zawierające ten sam zestaw znaków, co tablice zwykłe.

### Tablice rejestracyjne dla cudzoziemców
Dla pojazdów rejestrowanych przez cudzoziemców ze stałym lub czasowym prawem pobytu, oraz dla pojazdów handlu zagranicznego, zagranicznych przedstawicielstw transportowych, kulturalnych i innych, biur zagranicznych oraz zagranicznych korespondentów, jak również w celu tymczasowej rejestracji pojazdów stosuje się tablice rejestracyjne barwy białej z zielonymi znakami, zawierające ten sam zestaw znaków, co tablice zwykłe.

### Tablice rejestracyjne pojazdów policji
Tablice rejestracyjne dla pojazdów należących do Policji Republiki Chorwacji posiadają białe tło i niebieskie znaki, które stanowią dwie grupy liczące po trzy cyfry, rozdzielone herbem Chorwacji. Pierwsza grupa stanowi wyróżnik miejsca, druga - wyróżnik pojazdu. Na tablicach trzyrzędowych w środkowym wierszu umieszcza się wyłącznie herb.

### Tablice rejestracyjne pojazdów wojskowych
Tablice rejestracyjne pojazdów należących do Sił Zbrojnych Republiki Chorwacji posiadają żółte tło i czarne znaki o analogicznym układzie jak tablice zwykłe, jedynie zamiast wyróżnika miejsca umieszcza się litery HV (skrót od Hrvatska vojska).

### Tablice rejestracyjne pojazdów dyplomatycznych
Tablice rejestracyjne przeznaczone dla pojazdów dyplomatycznych posiadają niebieskie tło i żółte znaki w następującym układzie:
- trzy cyfry - wyróżnik kraju lub organizacji międzynarodowej;
- litera:
  - A - dla pojazdów posiadanych przez placówki dyplomatyczne, misje państw obcych oraz przedstawicielstwa organizacji międzynarodowych w Republice Chorwacji i przez ich pracowników, którzy mają status dyplomatyczny;
  - C - dla pojazdów posiadanych przez placówki konsularne i ich pracowników, którzy posiadają status konsularny;
  - M - dla pojazdów, których właściciele są cudzoziemcami, zatrudnionymi w misjach dyplomatycznych i konsularnych, misjach zagranicznych krajów i misjach organizacji międzynarodowych w Republice Chorwacji, a nie mają statusu dyplomatycznego.
- trzy cyfry w zakresie od 0 do 9.

#### Wybrane wyróżniki na tablicach dyplomatycznych
| Wyróżnik | Kraj lub organizacja |
| -------- | -------------------- |
| 011      | Niemcy               |
| 012      | Austria              |
| 013      | Włochy               |
| 014      | Węgry                |
| 015      | Szwecja              |
| 016      | Słowenia             |
| 017      | Polska               |
| 018      | Francja              |
| 020      | Wielka Brytania      |
| 023      | Norwegia             |
| 024      | Stany Zjednoczone    |
| 026      | Syria                |
| 036      | UNHCR                |
| 043      | Australia            |
| 055      | Chile                |
| 059      | Unia Europejska      |
| 070      | Japonia              |
| 087      | Czarnogóra           |
| 090      | Maroko               |

### Tablice przekładalne
Tablice te mogą być wydawane osobom prawnym lub fizycznym zajmującym się produkcją, modernizacją i sprzedażą pojazdów oraz transportem. Mogą być używane w celu dojazdu do miejsca odprawy celnej, uzyskiwania homologacji, serwisowania, składowania, sprzedaży i ekspozycji pojazdów oraz do jazd próbnych. Tablice przekładalne wykonane są z białego laminatu i posiadają czarne znaki o następującym układzie:
- dwie litery alfabetu chorwackiego oznaczające wyróżnik miejsca;
- dwie litery PP (skrót od prenosiva pločica);
- myślnik;
- trzy lub cztery cyfry.

### Tablice rejestracyjne pojazdów zabytkowych
Od 2008 roku pojazdy zabytkowe mogą być oznaczane tablicami z białego laminatu z czarnymi znakami o następującym układzie:
- dwie litery alfabetu chorwackiego oznaczające wyróżnik miejsca;
- dwie litery PV (skrót od povijesno vozilo);
- myślnik;
- trzy lub cztery cyfry.

### Tablice rejestracyjne próbne i przeglądowe
Tablice rejestracyjne próbne i przeglądowe (wydawane na czas badań technicznych) wykonuje się z białego laminatu. Zawierają one w lewej części (lub w przypadku tablicy dwurzędowej na górze):
- w przypadku tablicy próbnej – wzór czarno-białej szachownicy, w której białe pola wpisane jest słowo PROBA;
- w przypadku tablicy przeglądowej – cyfrę arabską.

W części przeznaczonej na wyróżniki wpisuje się czarne znaki w układzie:
- dwie litery alfabetu chorwackiego oznaczające wyróżnik miejsca;
- grupę trzech cyfr z zakresu od 0 do 9;
- myślnik;
- grupę dwóch cyfr z zakresu od 0 do 9.

### Tablice wywozowe
Tablice te wydawane są na pojazdy sprzedawane za granicę lub przeznaczone do sprzedaży w ramach Europejskiego Obszaru Gospodarczego. Tablice te posiadają zielone tło i żółte znaki w układzie identycznym jak tablice zwykłe, przy czym w miejscu wyróżnika umieszcza się litery RH (skrót od Republika Hrvatska).